# La Forme de l'eau
Pour plus de détails, voir Fiche technique et Distribution.
La Forme de l'eau (The Shape of Water) est un film fantastique américain coécrit, coproduit et réalisé par Guillermo del Toro et sorti en 2017.
L'œuvre est également sortie sous forme de roman sous le même titre.
Il est présenté en sélection officielle à la Mostra de Venise 2017 où, grand favori de la critique, il remporte le Lion d'or.
Il remporte quatre Oscars dont celui du meilleur film lors de la 90e cérémonie des Oscars,.

## Synopsis
Sans famille, Elisa Esposito (Sally Hawkins) a été trouvée, enfant, dans une rivière. Elle porte au cou des cicatrices semblant témoigner de violences exercées sur son larynx, qui expliqueraient qu'elle soit muette. Elle vit dans une grande solitude, et elle n'a pour amis que son voisin de palier Giles (Richard Jenkins), un vieil homosexuel, illustrateur publicitaire sans emploi et sa collègue de travail Zelda (Octavia Spencer) qui sert de traductrice entre Elisa et leurs supérieurs.
En 1962, durant la guerre froide, les Américains sont en pleine lutte avec les Soviétiques pour la conquête de l'espace. Elisa travaille comme femme de ménage dans un laboratoire gouvernemental de Baltimore. Le terrible colonel Richard Strickland (Michael Shannon), brutal et imbu de lui-même, cultivant la force de la pensée positive, vient de ramener d'Amérique du Sud un humanoïde amphibien (Doug Jones) qu'il a capturé dans une rivière d'Amazonie où les autochtones le vénéraient comme un dieu.
Un jour, l'amphibien se rebelle contre son tortionnaire et sectionne deux doigts du colonel Strickland. Chargée de nettoyer les traces de sang, Elisa est tout de suite fascinée par l'amphibien, enchaîné dans un grand réservoir d'eau salée. Chaque jour, elle s'introduit clandestinement dans le lieu secret où l'on cache le réservoir. Elle finit rapidement par établir le contact avec l'amphibien, et sympathise bientôt avec lui. Strickland, de son côté, subit une intervention chirurgicale qui doit lui permettre de recouvrer l'usage de ses doigts sectionnés.
Dans un contexte de concurrence exacerbée, les scientifiques américains souhaitent étudier la capacité de l'amphibien à survivre dans deux milieux différents (aqueux et aérien) pour faire de même dans l'espace et damer le pion aux Soviétiques, qui viennent d'y envoyer un homme. Mais Strickland est las de devoir surveiller cet amphibien et las de vivre à Baltimore. Il obtient de son supérieur, le Général Hoyt, l'autorisation d'effectuer une vivisection. La décision scandalise le docteur Hoffstetler (Michael Stuhlbarg), qui est fasciné par l'amphibien et souhaite l'étudier vivant plus longuement. Ce docteur Hoffstetler est en réalité un espion soviétique. Il n'a pas plus de chance avec son chef de réseau, qui lui ordonne d'euthanasier l'amphibien afin d'empêcher les Américains de faire des découvertes.
Elisa apprend le sort réservé à l'amphibien et décide de le faire évader. Elle est aidée dans son entreprise par Giles, Zelda  et par le docteur Hoffstetler. Après une rocambolesque évasion, elle installe l'amphibien chez elle, dans sa baignoire remplie d'eau salée et d'indispensables compléments fournis par Hoffstetler.
Mis sous pression par le Général Hoyt, Strickland interroge tout le personnel du laboratoire afin de découvrir qui est à l'origine de l'évasion. Ce dernier éprouve un tel mépris pour les femmes de ménage qu'il ne soupçonne pas Elisa et Zelda. Il traverse une mauvaise passe. Ses certitudes s'effilochent. Sa pensée positive, mise à mal, se transforme peu à peu en folie furieuse. Sa magnifique Cadillac toute neuve a été emboutie par Giles au cours de l'évasion. Ses doigts recousus pourrissent. Il finit par les arracher.
Giles découvre bientôt les pouvoirs surnaturels de l'Amphibien, qui fait repousser ses cheveux et cicatriser une blessure. Elisa, de son côté, entame une relation sentimentale avec l'amphibien. Pour faciliter les rapports sexuels, elle remplit d'eau toute la salle de bains, jusqu'au plafond. Mais, au fil des jours, l'Amphibien dépérit. Elisa envisage de profiter de la prochaine pluie pour le relâcher dans un canal qui communique avec la mer et dont on ouvre l'écluse quand le niveau de l'eau monte.
Hoffstetler, à qui l'on a fait croire qu'il allait être exfiltré, est abattu par deux agents soviétiques. Strickland, qui l'avait suivi, tue les deux hommes de main et torture Hoffstetler, qui n'est que grièvement blessé. Strickland veut savoir qui a fait évader l'amphibien. Avant de mourir, Hoffstetler finit par avouer que l'équipe de femmes de ménage est à l'origine de l'évasion. Strickland se rend immédiatement chez Zelda, où son mari, terrorisé, lui apprend que l'amphibien est chez Elisa. Strickland s'y précipite pendant que Zelda prévient Elisa par téléphone. Lorsque Strickland arrive, l'appartement est désert. Mais, sur le feuillet du jour d'une éphéméride, le colonel découvre une mention manuscrite : « PLUIE / QUAI », ce qui lui indique l'endroit où il doit se rendre.
Sur le quai, Elisa et Giles soutiennent l'Amphibien, qui est très affaibli. Strickland surgit, tire deux balles dans la poitrine de l'Amphibien et tue Elisa d'une troisième balle. Giles assomme Strickland, et voit que contre toute attente, l'Amphibien a guéri de ses blessures. Il s'approche de Strickland, qui, dans une prise de conscience, reconnaît qu'il est un dieu avant de s'effondrer : l'Amphibien lui a lacéré la gorge d'un coup de griffe. Ce dernier prend alors Elisa dans ses bras et plonge dans le canal, tandis que Zelda et la police arrivent sur les lieux. L'Amphibien fait usage de son pouvoir pour ressusciter Elisa en transformant ses cicatrices au cou en branchies, et ensemble, les deux amphibiens s'éloignent vers la mer.

## Fiche technique
Sauf indication contraire, les informations mentionnées dans cette section peuvent être confirmées par la base de données cinématographiques IMDb,  présente dans la section « Liens externes ».
- Titre original : The Shape of Water
- Titre français et québécois : La Forme de l'eau
- Réalisation : Guillermo del Toro
- Scénario : Guillermo del Toro, Vanessa Taylor d'après le livre éponyme de Guillermo del Toro et Daniel Kraus (en), librement inspiré du conte français La Belle et la Bête de Gabrielle-Suzanne de Villeneuve et Jeanne-Marie Leprince de Beaumont
- Musique : Alexandre Desplat
- Direction artistique : Paul D. Austerberry
- Décors : Nigel Churcher
- Costumes : Luis Sequeira
- Photographie : Dan Laustsen
- Montage : Sidney Wolinsky
- Production : J. Miles Dale et Guillermo del Toro ; Liz Sayre (déléguée)
- Sociétés de production : Bull Productions, Double Dare You Productions, TSG Entertainment et Fox Searchlight Pictures
- Sociétés de distribution : Fox Searchlight Pictures (États-Unis), 20th Century Fox France (France)
- Budget de production : 19 400 000 de dollars
- Pays de production :  États-Unis
- Langue originale : anglais
- Format : couleur / noir et blanc (séquences de rêve) - 1,85:1 - 35 mm - numérique 48 kHz 5.1
- Genre : fantastique, romance
- Durée : 123 minutes
- Dates de sortie[6] :
  - Italie : 31 août 2017 (Mostra de Venise)
  - France : 15 octobre 2017 (Festival Lumière) ; 21 février 2018 (sortie nationale)
  - Belgique : 18 octobre 2017 (Festival international du film de Flandre-Gand)
  - États-Unis, Canada : 8 décembre 2017
  - Suisse : 17 janvier 2018
- Classification :
  - États-Unis : Rated R (interdit aux mineurs de moins de 17 ans non accompagnés d'un adulte) - certificat #51030
  - Royaume-Uni : 15 (convient seulement pour les 15 ans et plus)
  - France : tous publics (avec avertissement)[7], déconseillé aux moins de 10 ans à la télévision.

## Distribution
- Sally Hawkins : Elisa Esposito
- Doug Jones : l'homme amphibien (désigné aussi par l'expression « l'atout » dans le doublage français, ou « l'actif » dans les sous-titres ; The Asset en VO)
- Michael Shannon (VF : David Krüger) : colonel Richard Strickland
- Richard Jenkins (VF : Michel Derain) : Giles, le voisin d'Elisa
- Octavia Spencer (VF : Astrid Bayiha) : Zelda Delilah Fuller
- Michael Stuhlbarg (VF : Arnaud Bedouet) : Dr Robert « Bob » Hoffstetler / Dimitri Antonovich Mosenkov
- Lauren Lee Smith (VF : Barbara Beretta) : Elaine Strickland, l'épouse de Richard
- Nick Searcy (VF : Michel Dodane) : le général Hoyt
- David Hewlett (VF : Jérôme Rebbot) : Fleming
- Nigel Bennett (VF : Sacha Vikouloff) : Mihalkov
- Stewart Arnott (VF : Jérôme Keen) : Bernard
- Allegra Fulton (VF : Paula Brunet-Sancho) : Yolanda
- Morgan Kelly (en) (VF : Marc Arnaud) : le vendeur de tartes
- Dru Viergever : un policier militaire
- Martin Roach (VF : Laurent Evuort-Orlandi) : Brewster, le mari de Zelda
- John Kapelos (VF : Marc Perez) : M. Arzoumanian
- Dan Lett (VF : Hervé Bellon) : le vendeur de Cadillac
- Brandon McKnight (VF : Nelson-Rafaell Madel) : Duane

 Source et légende : version française (VF) sur RS Doublage et crédits à la fin du film

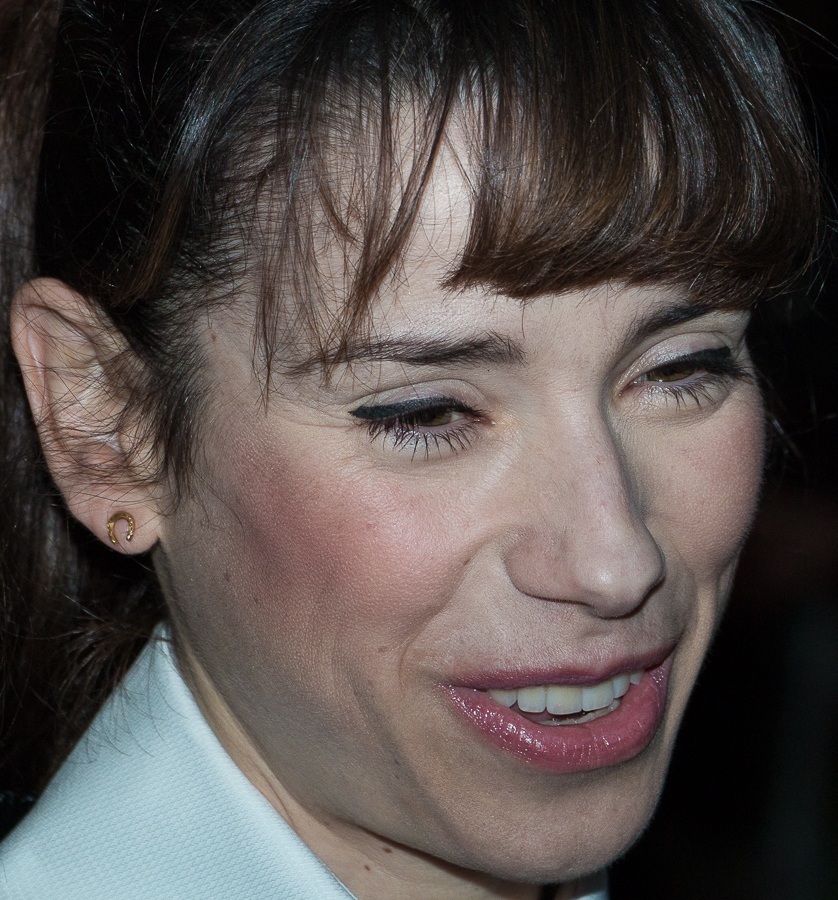
Sally Hawkins (Elisa) en 2014
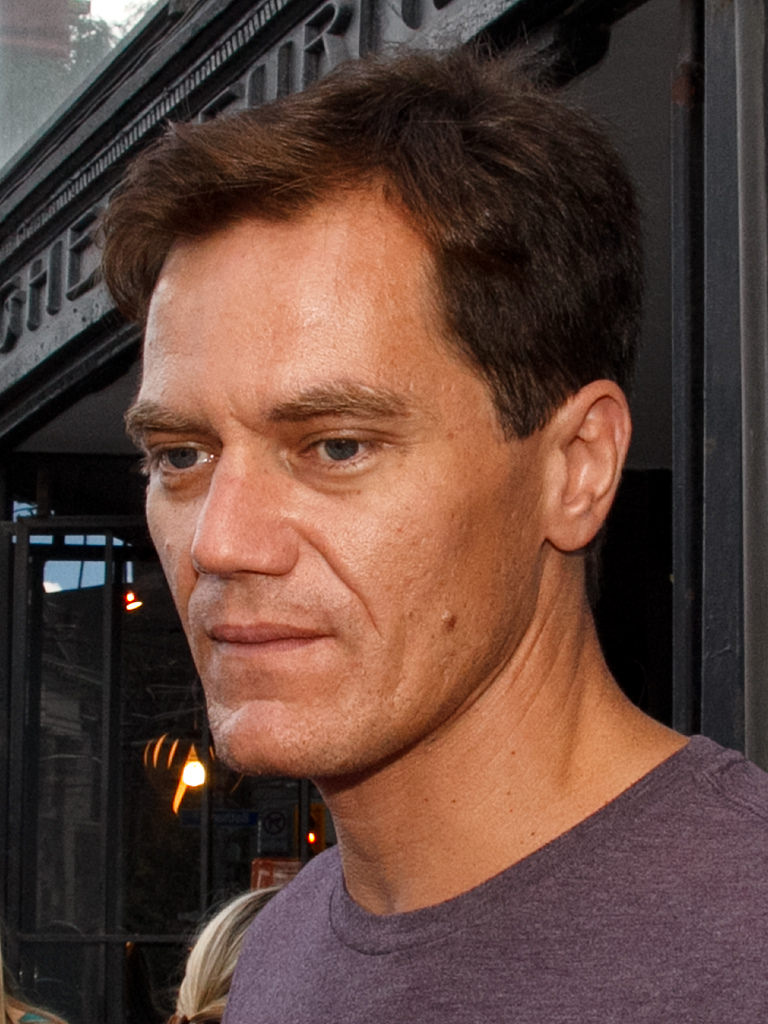
Michael Shannon (Strickland) en 2017
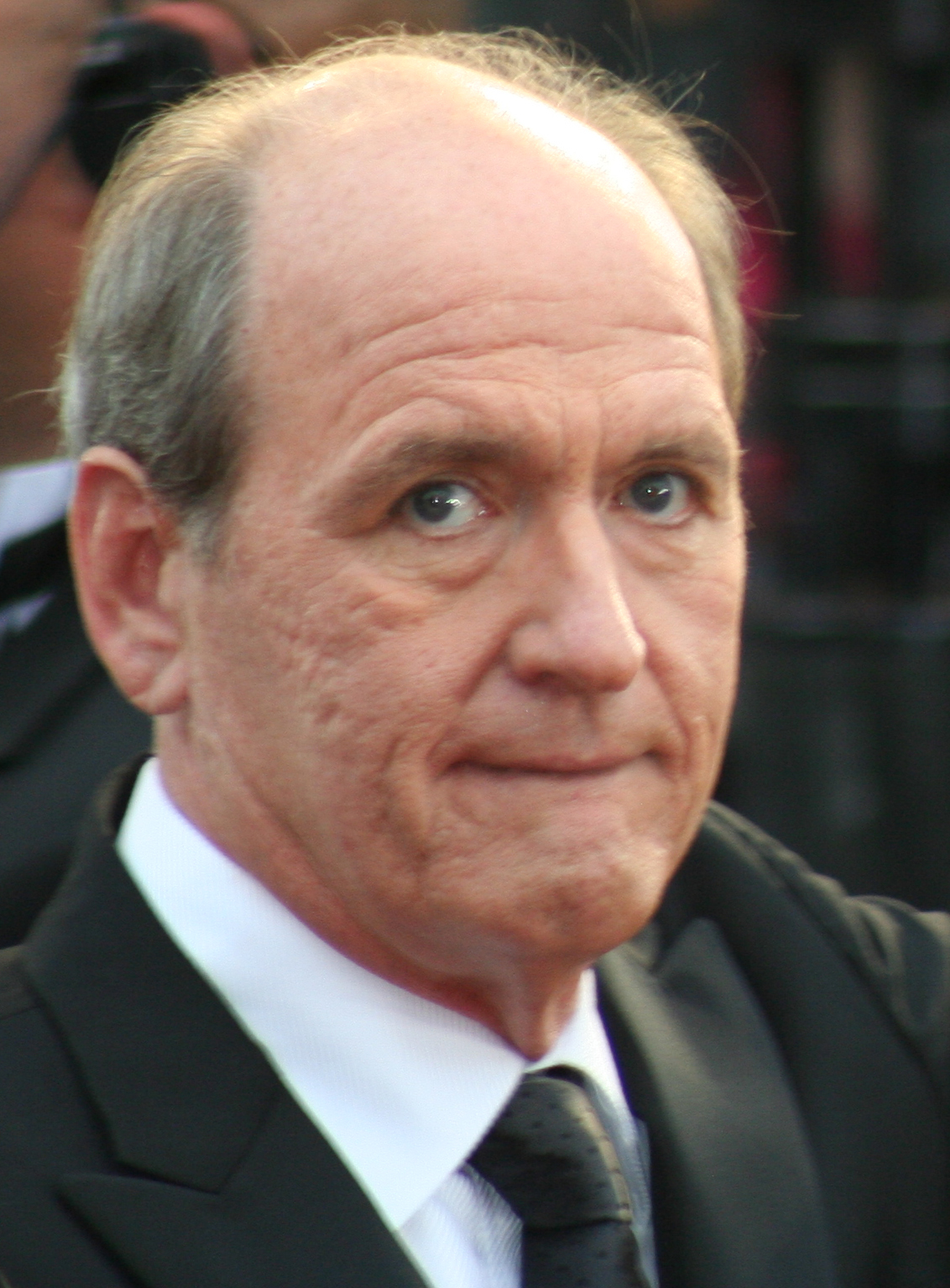
Richard Jenkins (Giles) en 2009
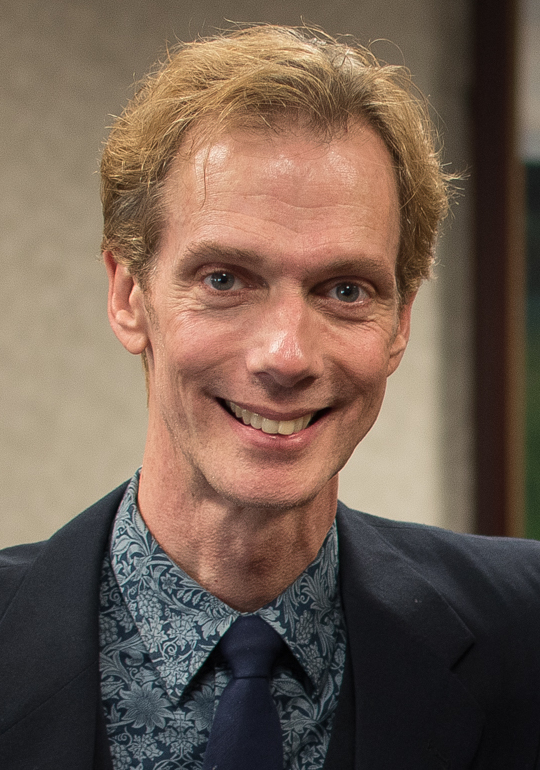
Doug Jones (l'amphibien) en 2015
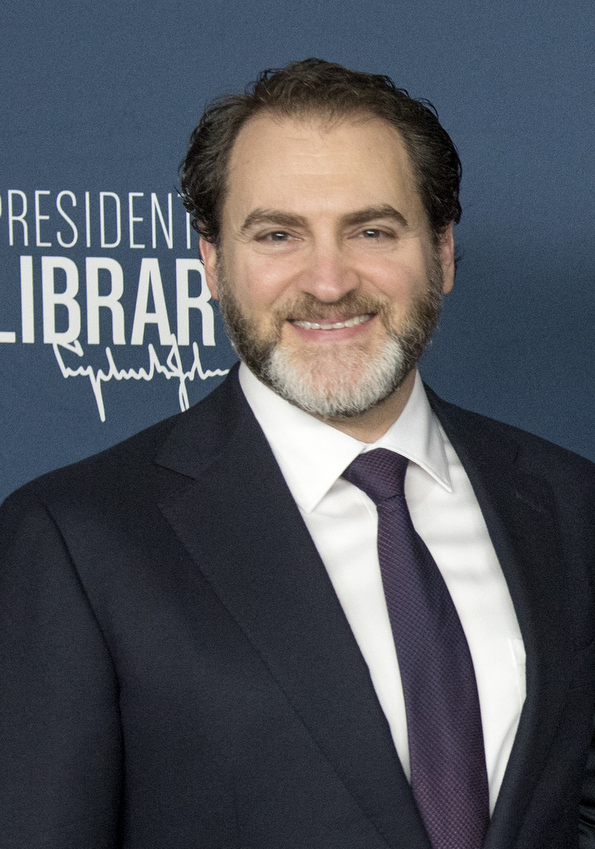
Michael Stuhlbarg (Hoffstetler) en 2018
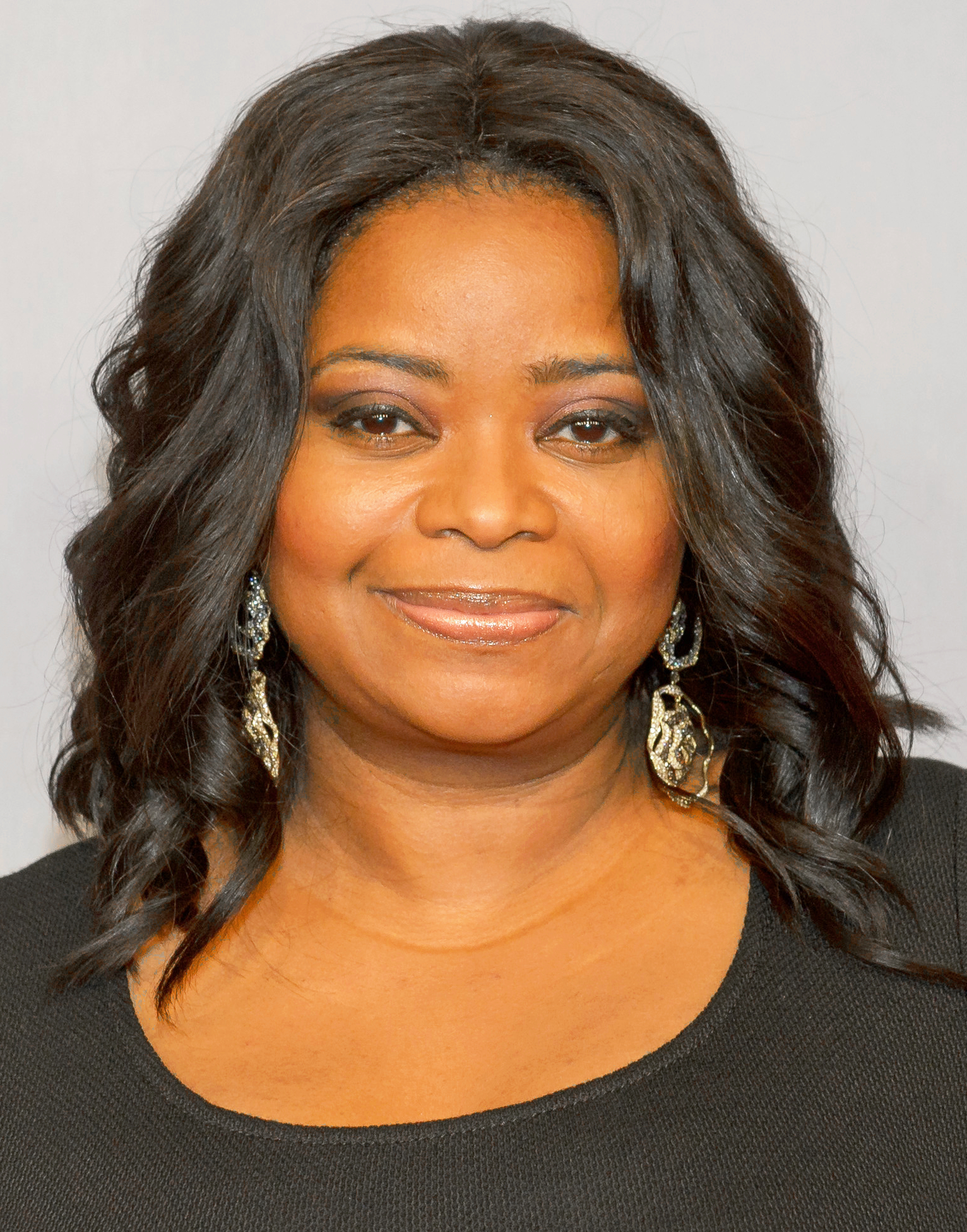
Octavia Spencer (Zelda) en 2016

## Production

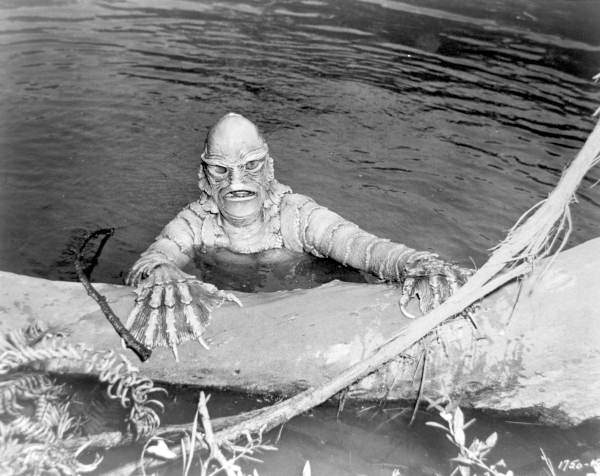
L'Etrange créature du lac noir, 1954.

### Genèse et développement
Lors d'un déjeuner avec l'écrivain Daniel Kraus (en) à la fin de 2011 pour évoquer la série animée Chasseurs de trolls, Guillermo del Toro explique à son interlocuteur qu'il a toujours voulu faire un film sur un homme amphibien. Daniel Kraus lui répond alors qu'il a une idée de roman : l'histoire d'un concierge qui découvre une créature vivant dans le sous-sol d'une structure gouvernementale et qui la ramène vivre chez lui. Le réalisateur est séduit par cette idée géniale et en achète les droits. Guillermo del Toro coécrit ensuite le film avec Vanessa Taylor, qui a notamment écrit une vingtaine d'épisodes de Game of Thrones ou encore le film Divergente (2014).
Pour la conception de la créature aquatique, Guillermo del Toro demande à ses collaborateurs d'éviter de s'inspirer du design d'Abe Sapien (qu'il a lui-même créé pour Hellboy et Hellboy 2 : Les Légions d'or maudites) ou encore du monstre de L'Étrange Créature du lac noir (Jack Arnold, 1954). Il explique s'être ici inspiré d'estampes japonaises (notamment La Carpe de Hiroshige), des motifs de poissons japonais et de salamandres.

### Attribution des rôles
Doug Jones incarne la créature. Il avait auparavant joué dans plusieurs films de Guillermo del Toro, souvent sous un costume : Mimic (1997), Hellboy (2004), Le Labyrinthe de Pan (2006), Hellboy 2 : Les Légions d'or maudites (2008) et Crimson Peak (2015).
Guillermo del Toro a écrit le rôle d'Elisa uniquement pour Sally Hawkins, dont il voulait exploiter à l'écran la sensualité fermée[réf. nécessaire].

### Tournage
Le tournage débute le 15 août 2016, comme le confirme Guillermo del Toro sur son compte Twitter, le jour même. Il a lieu au Canada, notamment à Toronto (Cinespace Studios, Massey Hall, Elgin Theatre) et à Hamilton. Il s'achève le 6 novembre 2016.

### Musique
La musique du film est composée par Alexandre Desplat. On retrouve par ailleurs dans le film des chansons jazz d'artistes comme Andy Williams, Carmen Miranda ou encore une reprise de La Javanaise par Madeleine Peyroux. La chanson You'll Never Know interprétée par Renée Fleming est un standard du Jazz, datant de 1943. Musique composée par Harry Warren et paroles de Mark Gordon, chantée dans le film Hello, Frisco, Hello par Alice Faye. Cette chanson remporte en 1943, l'Academy Award for Best Original Song. Elle a été reprise par de nombreux artistes, comme Frank Sinatra, Michael Bublé ou Barbra Streisand.
Liste des titres
Toutes les chansons sont écrites et composées par Alexandre Desplat, sauf exceptions notées.
| 1.      | The Shape of Water                      |                                     | 3:42  |
| 2.      | You'll Never Know                       | Renée Fleming                       | 4:38  |
| 3.      | The Creature                            |                                     | 1:46  |
| 4.      | Elisa's Theme                           |                                     | 2:36  |
| 5.      | Fingers                                 |                                     | 2:09  |
| 6.      | Spy Meeting                             |                                     | 1:42  |
| 7.      | Elisa and Zelda                         |                                     | 1:10  |
| 8.      | Five Stars General                      |                                     | 1:31  |
| 9.      | The Silence of Love                     |                                     | 1:35  |
| 10.     | Egg                                     |                                     | 2:13  |
| 11.     | That Isn't Good                         |                                     | 1:43  |
| 12.     | Underwater Kiss                         |                                     | 2:12  |
| 13.     | The Escape                              |                                     | 10:57 |
| 14.     | Watching Ruth                           |                                     | 2:18  |
| 15.     | Decency                                 |                                     | 2:23  |
| 16.     | He's Coming For You                     |                                     | 1:39  |
| 17.     | Overflow of Love                        |                                     | 2:56  |
| 18.     | Without You                             |                                     | 2:30  |
| 19.     | Rainy Day                               |                                     | 3:12  |
| 20.     | A Princess Without a Voice              |                                     | 1:50  |
| 21.     | La Javanaise                            | Madeleine Peyroux                   | 4:10  |
| 22.     | I Know Why (And So Do You)              | Glenn Miller & His Orchestra        | 2:58  |
| 23.     | Chica Chica Boom Chic                   | Carmen Miranda                      | 2:19  |
| 24.     | Babalu                                  | Caterina Valente & Silvio Francesco | 2:51  |
| 25.     | A Summer Place                          | Andy Williams                       | 2:34  |
| 26.     | You'll Never Know (version alternative) | Renée Fleming                       | 6:49  |
| 1:16:23 |                                         |                                     |       |

## Sortie et accueil

### Critique
En France, le site Allociné recense une moyenne des critiques presse de 4/5.
Côté presse, Le Monde évoque « un conte de fées baigné dans une diaprure bleu-vert, une comédie musicale dansée sur les ailes irisées du temps, une impossible histoire d’amour transgenre sous nos yeux scandaleusement consommée, un chant d’amour à l’égarement incongru, à la fantaisie salvatrice. » Culturebox parle d'un « récit à la fois épique et intimiste, aux accents de thriller de science-fiction. » De l'autre bord, Les Inrockuptibles sont moins tendres envers le film : « L’imagination de Del Toro paraît prisonnière d’une surenchère dans le kitsch, au baroque flamboyant, à une gymnastique cinématographique inutile et disproportionnée par rapport à son sujet. »
En 2018, Jacques Morice écrit  dans Télérama que la relation entre l'homme-poisson et la jeune femme rêveuse du film fantastique de Guillermo Del Toro  était une sorte de réinvention de La Belle et la Bête film de Jean Cocteau (1946) mais en version quasi érotique.

### Box-office
| Pays ou région        | Box-office        | Date d'arrêt du box-office | Nombre de semaines |
| --------------------- | ----------------- | -------------------------- | ------------------ |
| États-Unis Canada     | 63 859 435 $      | 3 mai 2018                 | 22                 |
| France                | 1 362 606 entrées | 5 juin 2018                | 15                 |
| Total hors États-Unis | 131 473 877 $     | 19 juin 2018               | 28                 |
| Total mondial         | 195 333 312 $     | 19 juin 2018               | 28                 |

### Controverses
Le cinéaste français Jean-Pierre Jeunet relève des similitudes entre ses propres films — notamment Delicatessen et Amélie Poulain — et La Forme de l'eau. Par ailleurs, la famille du dramaturge américain Paul Zindel accuse Guillermo del Toro d'avoir plagié sa pièce de théâtre Let Me Hear You Whisper (en).

## Distinctions
Le film obtient de nombreux prix, notamment le Lion d'or à la Mostra de Venise 2017 et quatre Oscars en 2018 : ceux du meilleur film, du meilleur réalisateur, des meilleurs décors et de la meilleure musique (pour le Français Alexandre Desplat).

### Document
- La Forme de l'eau : explications du film The Shape of Water